# ملولبة ألبرتية
ملولبة ألبرتية (الاسم العلمي: species albertensis) هي نوع من عضديات الأرجل تتبع جنس الملولبة من فصيلة الملولبات.